# Pera de succión

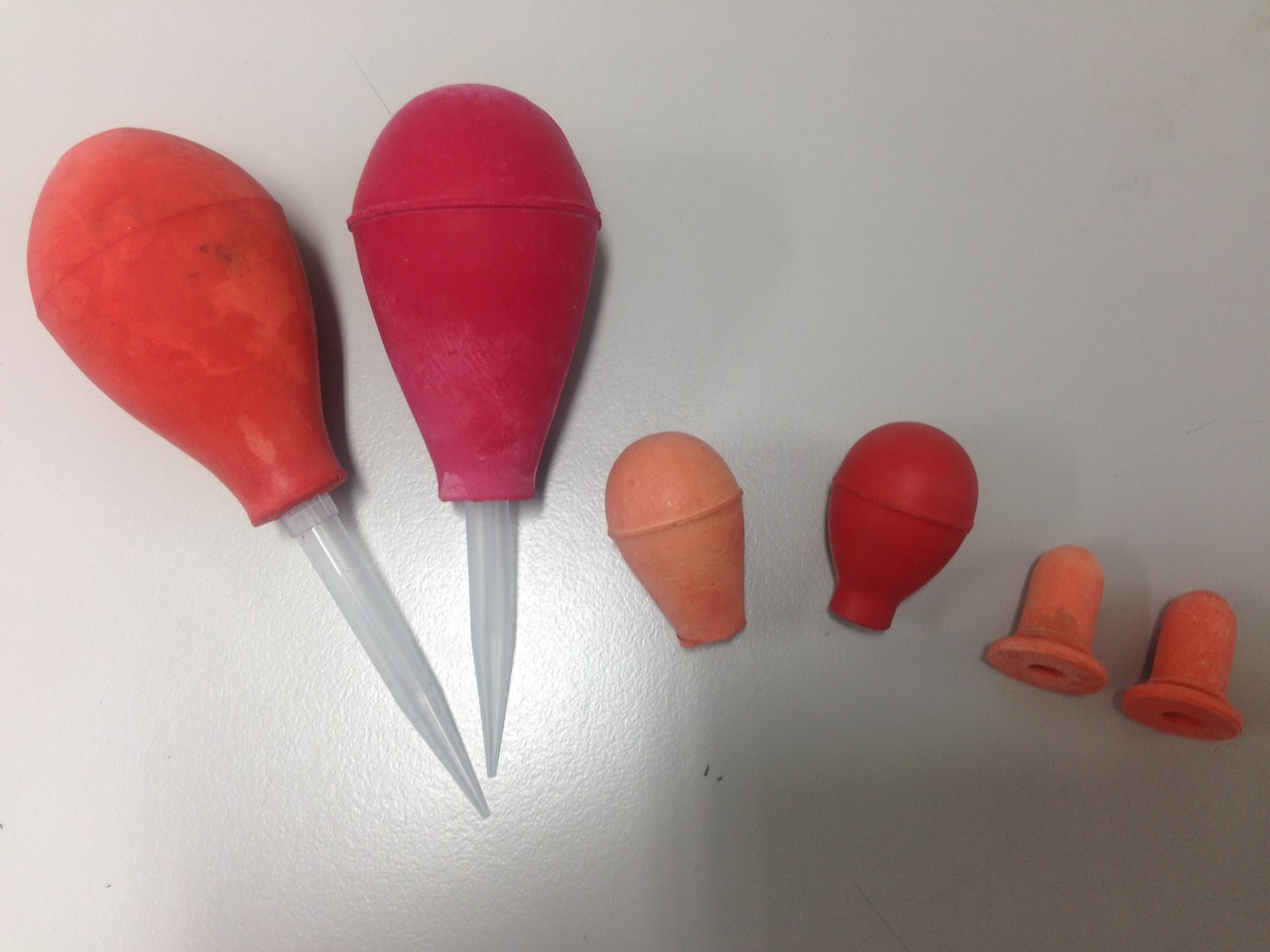

La pera de succión, perita o perilla de goma es un aparato que se utiliza en los laboratorios con el fin de succionar un líquido. Se suele utilizar para las pipetas y para los cuentagotas. Existen dos tipos de peras:
- Las que son de goma blanda en toda su composición. Estas también se emplean para extraer fluidos nasales en bebés,[1] y para realizar enemas.
- Las que son de plástico más duro y que están constituidas por una rueda, con la cual se succiona el líquido, y una palanca con la cual se vierte el líquido. Además, la pera de goma también es conocida por poder limpiar orificios como el oído y el ano.